# Cunégonde de Brandebourg-Culmbach
Cunégonde de Brandebourg-Culmbach (17 juin 1523 à Ansbach - 27 février 1558 à Pforzheim) est une princesse de Brandebourg-Culmbach par la naissance et par mariage margravine de Bade-Durlach.

## Biographie
Cunégonde est le plus jeune enfant du margrave Casimir de Brandebourg-Culmbach (1481-1527) de son mariage avec Suzanne de Bavière (1502-1543), fille du duc Albert IV de Bavière.
Elle épouse le 10 mars 1551 dans le quartier de Neustadt an der Aisch le margrave Charles II de Bade-Durlach (1529-1577). Cunégonde est élevée dans la foi luthérienne, tandis que son mari appartient à l'église catholique. Sous l'influence de sa femme, Charles a commencé à se tourner vers la Réforme protestante.
Lorsqu'une mise au ban est prononcée contre son frère Albert II Alcibiade de Brandebourg-Culmbach en 1554, Cunégonde l'emmène dans sa résidence à Pforzheim, où il meurt en 1557. Ils sont tous deux éminents invités des sources minérales de Bad Liebenzell.
Elle mourut en 1558, et est enterrée dans l'Église Saint-Michel de Pforzheim, où un cénotaphe de la margravine peut être trouvé dans le chœur.
Bade est entré en possession, par son intermédiaire, du précieux livre de prière Gebetbuch der Markgräfin von Brandenburg, que Narziss Renner avait créé pour sa mère, en 1520. Il est maintenant dans la Bibliothèque de l'État de Bade.

## Descendance
Cunégonde et Charles ont eu deux enfants:
- Marie (1553-1561)
- Albert (1555-1574)